# Valerie Mahaffey
Valerie Mahaffey (Sumatra, 16 de junho de 1953 – Los Angeles, 30 de maio de 2025) foi uma atriz estadunidense. Nasceu na Indonésia, mas cresceu no Texas. Foi conhecida por participar em Women of the House, Wings, Northern Exposure e Desperate Housewives. Ela foi casada com Joseph Kell.

## Morte
Mahaffey morreu de câncer em 30 de maio de 2025, aos 71 anos.